# West Fork
La ville de West Fork est située dans le comté de Washington, dans l’État de l’Arkansas, aux États-Unis. Sa population s’élevait à 2 317 habitants lors du recensement de 2010, estimée à 2 587 habitants en 2017.

## Démographie
Selon l'American Community Survey, pour la période 2011-2015, 98,03 % de la population âgée de plus de 5 ans déclare parler l'anglais à la maison, 1,40 % déclare parler l'espagnol et 0,57 % une autre langue.
| 1930 | 1940 | 1950 | 1960 | 1970 | 1980  |
| ---- | ---- | ---- | ---- | ---- | ----- |
| 343  | 392  | 359  | 350  | 919  | 1 526 |

| 1990  | 2000  | 2010  | - | - | - |
| ----- | ----- | ----- | - | - | - |
| 1 607 | 2 042 | 2 317 | - | - | - |

## Source
- (en) Cet article est partiellement ou en totalité issu de l’article de Wikipédia en anglais intitulé « West Fork, Arkansas » (voir la liste des auteurs).

1. ↑  (en) « American FactFinder - Results », sur factfinder.census.gov.
2. ↑  « Statistiques des États-Unis - Arizona - Profils des communautés de 2010 » (consulté en novembre 2020)